# کریستین اشیستاد
کریستین اشیستاد (انگلیسی: Kristine Stavås Skistad؛ زادهٔ ۸ فوریهٔ ۱۹۹۹) اسکی‌باز صحرانوردی اهل نروژ است.